# Notobuxus macowanii
Notobuxus macowanii är en buxbomsväxtart som först beskrevs av Daniel Oliver, och fick sitt nu gällande namn av Phill. Notobuxus macowanii ingår i släktet Notobuxus och familjen buxbomsväxter. Inga underarter finns listade i Catalogue of Life.